# Hwange
Hwange, ou Huange, é uma cidade no Zimbábue, localizado no distrito de Huange, na província de Matabelelândia Norte, na região noroeste do país, perto da fronteira com Botsuana e Zâmbia. Ela fica a cerca de 100 quilômetros (62 mi), por estrada, a sudeste de Victoria Falls, a segunda maior cidade do distrito de Huange. Situa-se na linha ferroviária de ligação entre Bulavaio (Zimbábue) e Victoria Falls. Hwange fica a uma altitude de 770 metros (2 500 pé) acima do nível do mar.

## Visão geral
A cidade abriga os escritórios do Conselho de Cidade Hwange, bem como a sede de Administração do Distrito de Hwange. A paisagem circundante é um centro para a indústria no Zimbábue. A mina de Hwange é a maior do país, aos atuais níveis de produção. O Wankie Carvão Campo, uma das maiores do mundo, foi descoberto em 1895, pelo Americano Scout Frederick Russell Burnham. Hoje em dia o carvão para todo o país é transportado pela mineração de ferro em Thomson Junction, onde é entregue para o NRZ. Em 2010, Botsuana, Zimbábue e Moçambique assinaram um acordo para desenvolver uma estrada de ferro para a exportação de carvão para Technobanine Ponto perto de Maputo.
Hwange é também um centro de turismo devido à presença do vizinho Parque Nacional Hwange, o maior parque nacional do Zimbábue. O parque é o lar de um grande número de elefantes, girafas e leões, entre outros animais selvagens. O Royal Bank Zimbabwe, um banco comercial, mantém uma filial na cidade. A maior usina térmica de energia do país, a Central Termelétrica de Hwange, foi construída nos arredores da cidade, na década de 1980.